# Амор латино
Амор латино (шп. Amor latino) аргентинска је теленовела, продукцијске куће Central Park Producciones, снимана 2000.
У Србији је приказивана током 2009. и 2010. на ТВ Кошава, а касније је репризирана на локалним телевизијама.

## Синопсис
Прича о два згодна брата који раде као пилоти у малој авио-компанији. Обојица су неизлечиви женскароши, који ће постати жртве своје највеће слабости… жена. Заплет почиње када њихову породичну компанију преузима моћни бизнисмен који планира да направи драстичне пословне промене. Именује своју ћерку Марину за новог председника и организује забаву како би је представио осталим акционарима и новинарима. Када Марина стигне на забаву, препознаје браћу Домек, са којима је имала инцидент неколико дана раније, зато убеђује своју најбољу пријатељицу Роситу да замене улоге како би се нашалиле, и од тог тренутка сви, чак и браћа Фернандо и Начо верују да је Росита председник, а Марина њена секретарица. Шала међутим измиче контроли када се две девојке лудо заљубљују у браћу, који ни не слуте њихове праве идентитете.

## Улоге
| Глумац:               | Улога:                       |
| --------------------- | ---------------------------- |
| Кораима Торес         | Росита Роси Рејес Виљегас    |
| Дијего Рамос          | Фернандо Фер Домек Дијаз     |
| Ана Клаудија Таланкон | Марина Виљегас               |
| Марио Симаро          | Игнасио "Начо" Домек         |
| Артуро Мали           | Леонардо Виљегас             |
| Дора Барет            | Палома Домек де Виљегас      |
| Ђина Рени             | Андреа Лучино де ла Сусијата |
| Мартин Карпан         | Леонел Дијаз                 |
| Андреа Кембел         | Адријана Вијери              |
| Освалдо Гуиди         | Никанор Фернандез            |
| Едуардо Нуткијевиц    | др Елијас Прат               |
| Сесилија Нарова       | Клотилде Рамос де Лучино     |
| Вики Фариња           | Нурија Дуплаа                |
| Исабел Маседо         | Еухенија Ферароти де Домек   |
| Хорхе Гарсија Марино  | Грегорио Запата              |
| Хуан Караско          | Мартин Консехо               |
| Флоренсија де ла Вега | Флоренсија де ла Сусијата    |
| Орасио Денер          | Хуан Дијаз                   |
| Сесилија Допазо       | Делфина                      |
| Марсела Греко         | Марсела Марсе                |
| Густаво Гиљен         | Федерико Дијаз Домек         |
| Хосефина Љамаре       | Хосефина Хосе                |
| Дијана Љамас          | Агустина                     |
| Хуан Понсе де Леон    | Габријел                     |
| Алехандра Кеведо      | Алехандра Але                |
| Марија Рито           | Лолита                       |